# Caza espacial
Un caza espacial o caza estelar es un tipo de nave espacial que se caracteriza por ser pequeño y rápido y por tener una tripulación reducida, en general de uno o dos tripulantes. Los cazas espaciales son sobre todo vehículos imaginarios propios de la ciencia ficción.

## Ficción y realidad
Sólo se conoce un proyecto de verdadero caza espacial, el Boeing X-20 Dyna-Soar, un proyecto estadounidense, pero éste fue cancelado y todavía en la actualidad sigue sin haber operado nunca ninguna nave espacial a la que se pueda llamar «caza espacial». Por esta razón el término «caza espacial» (o «caza estelar») se usa sobre todo en el ámbito de la ciencia ficción, género en el que los cazas espaciales son el equivalente de los aviones de caza realmente utilizados por los países que disponen de una fuerza aérea. La diferencia estriba en que los verdaderos cazas de la aviación no son capaces de volar en el espacio exterior, fuera de la atmósfera. Por otro lado, del mismo modo que en el mundo real las marinas de guerra de ciertas potencias militares disponen de grandes portaviones capaces de embarcar y lanzar aviones de caza, como el Grumman F4F Wildcat o el Mitsubishi A6M Zero (ambos utilizados durante la Segunda Guerra Mundial), en la ciencia ficción es ya habitual que se representen grandes cruceros espaciales capaces de embarcar y lanzar cazas espaciales de combate, como los destructores estelares imperiales de la saga cinematográfica Star Wars, que son capaces de embarcar y de lanzar al combate escuadrones enteros de cazas TIE.

## Los cazas espaciales en la ciencia ficción
A veces su aspecto está basado en los mencionados aviones de caza, con muy poco respeto por la física real del vuelo espacial. Aunque existen algunas excepciones, como por ejemplo el caza protagonista de la película The Last Starfighter (1984), los cazas Viper de la segunda serie de televisión Battlestar Galactica (2004), o los Starfury de la serie Babylon 5 (1993-1998), todos ellos con propulsión multidireccional. A veces, en obras de ficción, los cazas espaciales son utilizados en atmósferas planetarias, justificando su aspecto.
Los cazas espaciales son habituales como naves pilotables en videojuegos de combate espacial que imitan simuladores de vuelo, como por ejemplo las series de videojuegos Wing Commander o Star Wars: X-Wing. Esto puede constatarse de manera muy explícita en la película de 1984 The Last Starfighter, en la que un videojuego comercializado en el planeta Tierra es utilizado por una civilización alienígena para reclutar pilotos de verdaderos cazas estelares, similares a los del videojuego.
En la saga Star Wars los grandes cruceros espaciales (como los destructores estelares del Imperio o sus enemigos los cruceros mon calamari) pueden albergar cazas estelares en sus hangares interiores. Para la ficción de la saga estos últimos están diseñados para recordar las funciones de cazas aéreos reales. Por ejemplo, la Alianza Rebelde dispone de cazabombarderos Ala-Y o Ala-B y también de cazas de superioridad espacial como el Ala-X o el Ala-A. El Imperio Galáctico, por su lado, dispone de interceptores, como el TIE Interceptor, o de bombarderos ligeros, como el bombardero TIE.

## Ejemplos de cazas estelares en obras de ficción

### Space Battleship Yamato(anime, manga y películas, desde 1974)
- Cosmo Falcon

### Star Wars(serie de películas, desde 1977)
- Z-95 Headhunter
- Ala-X (el modelo más famoso de Ala-X es el Incom T-65)
- Ala-Y
- Ala-A
- Ala-B
- Ala-V
- Caza TIE
- TIE Avanzado
- TIE Interceptor
- TIE Defensor
- Caza N-1
- Caza Droide
- Caza Geonosiano
- Caza ARC-170
- Caza Sith
- Caza Tri-Droide

### Battlestar Galactica(series de televisión, 1978 y 2004)
- Colonial Mark I Viper (serie de 1978)
- Colonial Mark II Viper  (serie de 2004)
- Cylon Raider (todas las series)
- Colonial Blackbird (serie de 2004)
- Cylon Heavy Raider (serie de 2004)

### Buck Rogers en el siglo XXV(serie de televisión, 1979-1981)
- Star Fighter
- Halcón
- Merodeador Draconiano

### The Last Starfighter(película, 1984)
- Star League Gunstar

### Babylon 5(serie de televisión, 1993-1988)
- Starfury

### Space: Above and Beyond(serie de televisión, 1995-1996)
- SA-43 Hammerhead